# コーヒーハウス

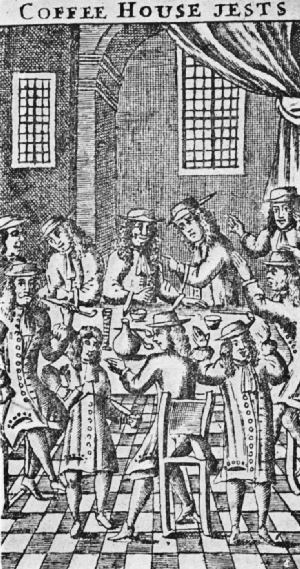
コーヒーハウス（1664年）

コーヒーハウス（Coffeehouse）とは、17世紀半ばから18世紀にかけて、イギリスで流行した喫茶店で、社交場の機能も兼ね、大きな社会的役割を果した。

## 歴史

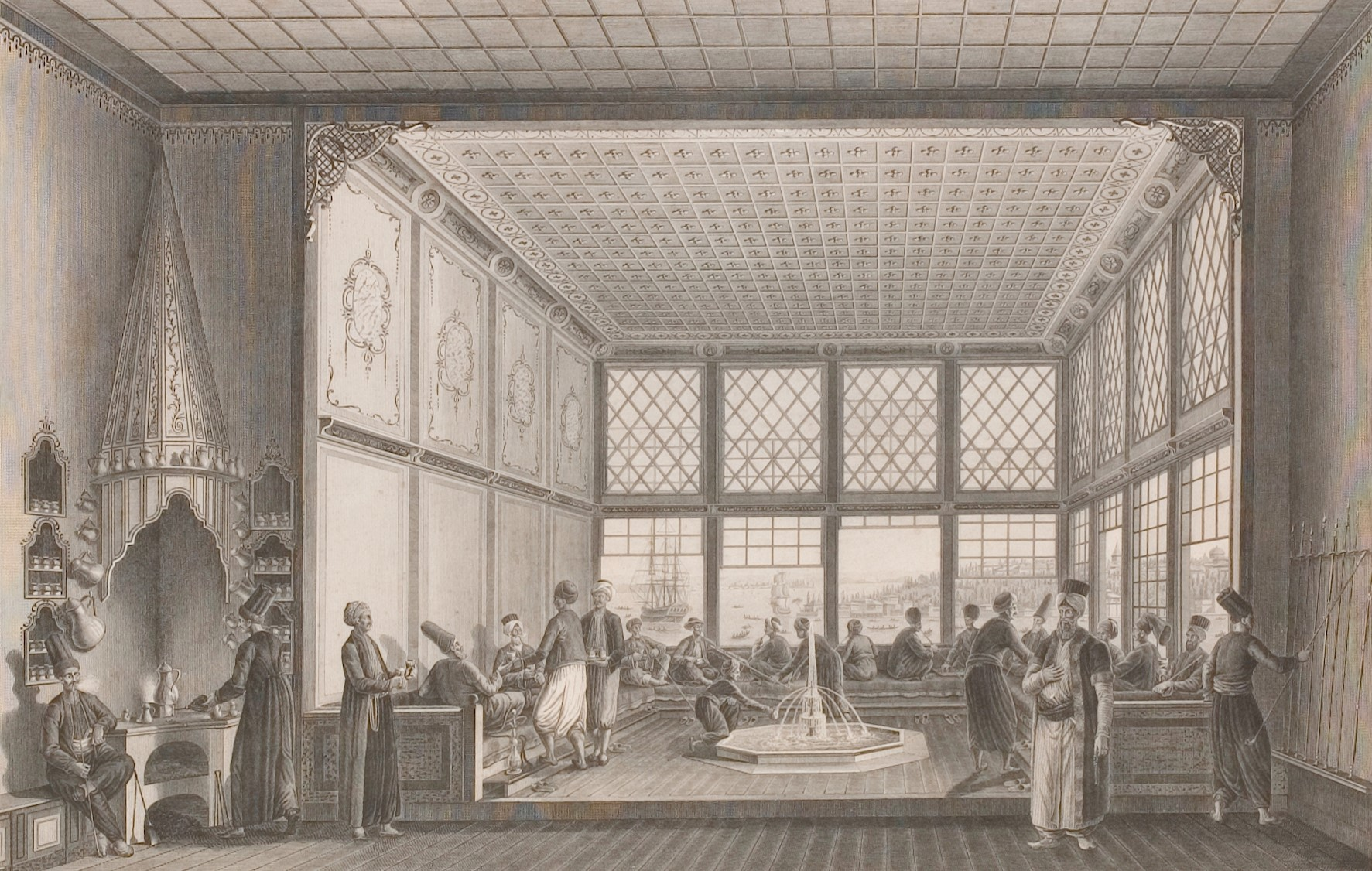
18世紀イスタンブルのカフヴェハーネ（Kahvehane）

もともとコーヒーはイスラム世界に発するものであった。16世紀半ば、オスマン帝国（トルコ）の首都イスタンブールに世界で初めてコーヒーを提供する店が開業した。カフヴェハーネ（直訳すれば「コーヒーの家」）と呼ばれ、喫茶店兼社交場の機能を果たしていた。
ヨーロッパにコーヒーを提供する店が登場したのは（諸説あるものの）17世紀半ばのことで、イスラム世界との交通の要所であったヴェネツィアに初めて誕生したとも言われる。

オックスフォード、ロンドンにコーヒーを提供する店が生れたのは清教徒革命期である。1650年、ユダヤ人のジェイコブという商人がまずオックスフォードで開業、それがイギリスで最初のコーヒーハウスとされる。（オックスフォードでは、1654年に開業したクイーンズ・レイン・コーヒー・ハウスが現在も営業を続けている。）

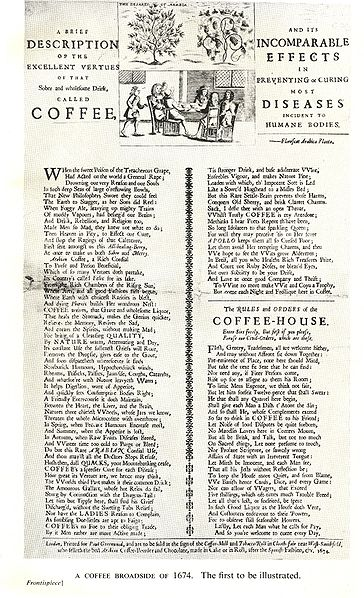
『コーヒー・ハウスの規則と秩序』

1652年にはロンドンにもコーヒーハウスが開店し、王政復古（1660年）、ロンドン大火（1666年）の時期を経て増加し、多くの客のたまり場となった。女性は出入りすることが出来ず、男性客のみが対象で、男の世界であった。
コーヒーハウスでは酒を出さず、エキゾチックな飲み物とされたコーヒー、チョコレート、たばこを楽しみながら、新聞や雑誌を読んだり、客同士で政治談議や世間話をしたりしていた。
こうした談義や世間話は、近代市民社会を支える世論を形成する重要な空間となり、イギリス民主主義の基盤としても機能したといわれる。（フランス革命においてカフェが果たした役割と比較される。）一方、政治談議に危機を感じた当時のイングランド王ジェームズ2世は1675年12月にコーヒーハウス閉鎖宣言を出したものの反対にあい取り消した。
王政復古に至る内乱によって社会に流動性が生じた結果、社会階層の秩序が緩んだために階層縦断的な社交の習慣が成立しており、コーヒーハウスは共通の関心事について伝統的な階層秩序を越えた集団を形成するには理想的な場所として機能した。一方で、コーヒーハウスは政治や経済など特定の職業や目的に特化した、より閉鎖的な社交の場である近代的なクラブの母体ともなった。
コーヒーハウスは、情報収集の場としても重要な役割を果たした。有名な店にギャラウェイ・コーヒー・ハウスがある。17世紀中頃、当時の金融センターであったロンドン・シティの取引所近くに開かれ、多くの商人が情報を求めて集まったという。また、ロイズ・コーヒー・ハウスには、船主たちが多く集まり、店では船舶情報を載せる「ロイズ・ニュース」を発行していた。店で船舶保険業務を取り扱うようになり、これがロイズ保険会社の起源である。
コーヒーハウスは活気ある社交場として栄え、アン女王の時代を通じて最盛期を迎えたが、18世紀後半以降は衰退して行き、酒場や宿屋に転業する店も多かったという。
また、イギリスで紅茶は、コーヒーハウスを通じて大衆に普及した。イギリスでの紅茶は、上流階級・下層階級で流れが異なっており、貴族や文化人たちの社交場であったコーヒーハウスは次第に大衆化・一般化し、下層の紅茶はそこから各家庭に広まっていった。現在世界中で砂糖入りの紅茶が飲まれているが、これはコーヒーハウスでの習慣から来ている。紅茶はコーヒーに代わる非アルコール飲料として、イギリスの市民生活に定着していった。1717年にイギリスで最初のティーハウスであるゴールデン・ライアンズが開店している。